# Краснодарски градски округ
Краснодарски градски округ (рус. Муниципальное образование город Краснодар) административно-територијална је јединица другог нивоа и општинска целина са статусом градског округа смештен у централном делу Краснодарске Покрајине, односно на југозападу европског дела Руске Федерације. Један је од седам општина са статусом градског округа у Покрајини.
Административни центар округа и његово највеће и најважније насеље је град Краснодар који је уједно и главни град Краснодарске покрајине. 
Према подацима националне статистичке службе Русије за 2017. на територији округа живело је 972.952 становника или у просеку 1.156,4 ст/км². По броју становника ово је најнасељеније подручје у Покрајини. Површина округа је 841 км².

## Географија
Краснодарски градски округ се налази у централном делу Краснодарске Покрајине, обухвата територију површине 841,36 км² и једна је од најмањих административних јединица у Покрајини. Граничи се са територијом Динског рејона на северу и истоку, на западу је Красноармејски, а на југозападу Северски рејон. Комплетну јужну границу округа према Републици Адигеји чини река Кубањ и вештачко Краснодарско језеро.
Рељефом рејона доминира ниска и у потпуности култивисана Кубањско-приазовска степа чији најјужнији делови улазе у састав округа. 

## Историја
Краснодарски градски округ формиран је 2004. и једна је од најмлађих административно-територијалних јединица у целој Русији. Претеча савременог градског округа био је Краснодарски општински рејон основан 20. децембра 1935. године. 

## Демографија и административна подела
Према подацима са пописа становништва из 2010. на територији округа живела су укупно 832.532 становника, док је према процени из 2017. ту живело 972.952 становника, или у просеку око 1.156,4 ст/км². По броју становника и густини насељености Краснодарски градски округ заузима убедљиво прво место у Покрајини, са уделом у укупној покрајинској популацији од 17,46%. 
| 2002.   | 2010.   | 2017.    |
| ------- | ------- | -------- |
| 791.354 | 832.532 | 972.952* |

Напомена:* Према процени националне статистичке службе. 
На територији округа се налази укупно 30 насељених места административно подељена на 4 унутарградска округа. Административни центар округа и његово највеће насеље је град Краснодар који је уједно и административни центар Покрајине и њен највећи град. Поред Краснодара у ком живи нешто мање од 900.000 становника насеља са више од 5.000 становника су станице Јелизаветинскаја (25.000) и Старокорсунскаја (12.200), хутор Лењина (7.400) и насеља Берјозови (6.700) и Знаменски (око 6.300 становника).